# Grudge Match
La gran revenja és una pel·lícula còmica d'esports de 2013 dirigida per Peter Segal. És protagonitzada per Robert De Niro i Sylvester Stallone com dos boxejadors envellits que pugen al ring per a una última baralla. Tant Stallone com De Niro van estar en dues reeixides pel·lícules de boxa: Rocky (1976) i Raging Bull (1980), respectivament, i van treballar junts en Cop Land (1997). Aquesta pel·lícula ha estat doblada al català.
Es va estrenar el 25 de desembre de 2013 als Estats Units i el 24 de gener de 2014 a Regne Unit.

## Argument
Han passat trenta anys i encara els aficionats a la boxa segueixen recordant l'espectacular combat que va enfrontar dos dels més grans d'aquest esport: Billy The Kid McGuigan i Henry Razor Sharp. Ara, prop de la tercera edat, tots dos porten una vida avorrida, sedentària i sense molts al·licients. No obstant això, una proposta esbojarrada dels seus respectius seguidors els persuadeix a tornar al ring per un últim combat que dilucidarà per sempre qui és el millor dels dos.

## Repartiment
- Robert De Niro com Billy The Kid McDonnen8

- Sylvester Stallone com Henry Razor Sharp8

- Alan Arkin com l'entrenador Louis Lightning ('llampec') Conlon.

- Kim Basinger com Sally Rose9
- Ireland Baldwin com Sally jove
- Kevin Hart com Dante Slate, Jr., el fill del milionari empresari.
- Jon Bernthal com B. J.
- LL Cool J com Frankie Brite, l'amo del gimnàs on entrena The Kid.
- Anthony Anderson es Mr. Sandpaper Hands
- Camden Gray es Trey
- Paul Ben-Victor com Patrocinador de la baralla
- Don Lake com el productor de videojocs
- Michael Buffer com ell mateix
- Mike Goldberg com ell mateix
- Evander Holyfield com ell mateix.
- Roy Jones Jr. com ell mateix;
- Larry Merchant com ell mateix;
- Chael Sonnen com ell mateix;
- Mike Tyson com ell mateix;
- Jim Lampley com ell mateix.
- Rich Little com a presentador de boxa.
- Anthony Bean com el milionari mànager Dante Slate, Sr (pare de Slate Jr.).
- Mason Mackie com el nen Dante Jr.
- Barry Primus com Joey, company de treball de Stallone en la drassana, i bàrman.